# Пески (Гагаринский район)
Пески — деревня в Смоленской области России, в Гагаринском районе. Население — 2 жителя (2007 год). Расположена в северо-восточной части области в 16 км к северу от Гагарина, на берегу реки Олеля. Входит в состав Гагаринского сельского поселения.

## Известные люди
- 23 июля 1845 года в деревне родился известный русский учёный-электротехник — Чиколев В. Н.[2]
- В деревне родились русский писатель Н. Д. Неелов (Закамский)[3] и его брат, директор департамента сельского хозяйства Министерства государственных имуществ, Д. Д. Неелов.